# Citral
Citral hay 3,7-dimethyl-2,6-octadienal hoặc lemonal là terpenoid hoặc hỗn hợp của hai terpenoid có cùng công thức phân tử C10H16O. Đây là hai đồng phân, gồm đồng phân E, thường được gọi là geranial hay citral A và đồng phân Z, còn gọi là neral hay citral B.

## Trong tự nhiên
Citral có trong một số loại tinh dầu thực vật, gồm lemon myrtle (90-98%), Litsea citrata (90%), Litsea cubeba (70-85%), sả chanh (65-85%), Leptospermum liversidgei (70-80%), Ocimum gratissimum (66.5%), Lindera citriodora (khoảng 65%), Calypranthes parriculata (khoảng 62%), petitgrain (36%), lemon verbena (30-35%), Eucalyptus staigeriana (26%), tía tô đất (11%), chanh xanh (6-9%), chanh vàng (2-5%) và cam.

## Sử dụng
Geranial có hương chanh mạnh. Neral có hương nhẹ hơn và ngọt hơn. Citral có tác dụng kháng khuẩn mạnh, và có tác động pheromon lên côn trùng.
Citral được dùng để tổng hợp vitamin A, ionone và methylionone

## An toàn sức khỏe
Tránh sử dụng citral cho người dị ứng với nước hoa.

## Compendial status
- British Pharmacopoeia [9]